# Rawsonville
Rawsonville este un oraș din provincia Wes-Kaap, Africa de Sud.